# پاتریسیو هرناندز
پاتریسیو هرناندز (به اسپانیایی: Patricio Hernández) (زادهٔ ۱۶ اوت ۱۹۵۶) بازیکن فوتبال اهل آرژانتین است.
از باشگاه‌هایی که در آن بازی کرده‌است می‌توان به ریور پلاته، آرژانتینوس جونیورز، اتلتیکو هوراکان، تورینو و استودیانتس اشاره کرد. وی همچنین در تیم ملی فوتبال آرژانتین بازی کرده است.